# 4994 Kisala
4994 Kisala è un asteroide della fascia principale. Scoperto nel 1983, presenta un'orbita caratterizzata da un semiasse maggiore pari a 2,9146545 UA e da un'eccentricità di 0,1936009, inclinata di 1,71789° rispetto all'eclittica.